# Wera Mutaftschiewa
Wera Petrowa Mutaftschiewa, bulgarisch Вера Петрова Мутафчиева, (* 28. März 1929 in Sofia; † 9. Juni 2009 ebenda) war eine bulgarische Schriftstellerin und Historikerin.
In ihrer wissenschaftlichen Arbeit als Historikerin befasste sie sich vor allem mit der Geschichte der Türkei. Ihr literarisches Wirken thematisierte auch die Lebenssituation von Frauen in Bulgarien.

## Werke (Auswahl)
- Chronik einer wirren Zeit, Roman, 1964/65
- Bulgarische Vergangenheit, Sofia 1969
- Spielball von Kirche und Thron, Roman, Berlin 1971
- Belote zu zweit, Kurzroman, 1973 (deutsch, 1975)
- Alkibiades der Große, Berlin 1981
- Alkibiades der Kleine, Berlin 1984